# Sarah Winnemucca
Sarah Winnemucca, nota anche come Sally Winnemucca (nata Thocmentony o Tocmetone, Paiute: "Fiore di Conchiglia"), (Lago Humboldt, 1844 circa – Henry's Lake, 16 ottobre 1891), è stata una scrittrice e attivista nativa americana, di etnia Paiute.
Aiutò a conquistare per il suo popolo il permesso di uscire dalla riserva di Yakima dopo la guerra Bannock del 1878. Tenne molte conferenze ad est nel 1883 sulle ingiustizie subite dai nativi americani dell'ovest, fondò una scuola privata per studenti indiani in Nevada e fu un'importante figura nello sviluppo di politiche indiane nel XIX secolo.
Winnemucca divenne famosa per aver pubblicato la "prima autobiografia conosciuta scritta da una donna nativa americana". Il suo libro Life Among the Paiutes: Their Wrongs and Claims (1883) è un memoriale e la storia del suo popolo durante i primi quarant'anni di contatto con gli europei. L'antropologo Omer Stewart lo descrive come "uno dei primi ed uno dei più duraturi libri etnostorici scritti da un nativo americano", ed è frequentemente citato dagli studiosi.
A partire dalla fine del XX secolo Winnemucca ha ricevuto nuove attenzioni per il suo contributo. Nel 1993 fu inserita postuma nella Nevada Writers Hall of Fame. Nel 2005 lo stato del Nevada commissionò allo scultore Benjamin Victor una statua da esporre presso la Sala delle Statue del Campidoglio (Washington).

## Gioventù ed istruzione
Nata attorno al 1844 nei pressi di lago Humboldt in quello che oggi è il Nevada occidentale, Sarah Winnemucca era figlia di capo Winnemucca (Poito), uno Shoshone che si era unito ai Paiute tramite matrimonio, e di Tuboitonie. Sarah aveva una sorella maggiore, Mary, un fratello minore, Natchez ed una sorella minore, Elma. Nonostante in seguito Sarah abbia detto che il padre era capo di tutti i Paiute settentrionali, in realtà i Paiute non avevano un governo centralizzato. Il padre, anche se influente, era il capo guerriero di un piccolo gruppo di circa 150 persone.)
Il nonno di Sarah, Tru-ki-zo o Truckee (che significa "buono" in lingua Paiute, o che deriva da Tro-kay che significa "ciao"), aveva stabilito buone relazioni con gli europei che avevano iniziato ad esplorare la zona. Fu lui a guidare John Charles Frémont nella sua spedizione di mappatura del 1843–1845 durante la quale attraverso il Gran Bacino fino alla California. In seguito Truckee combatté nella guerra messico-statunitense (1846-1848) facendo molte amicizie con uomini bianchi.
All'età di sei anni Sarah si trasferì con la famiglia nei pressi di Stockton (California), dove gli adulti lavoravano in un'industria di allevamento. Nel 1857 il nonno organizzò per Sarah (allora tredicenne) e per la sorella Elma di vivere e lavorare nella casa di William Ormsby e della moglie. Aveva un hotel ed era un capo di Carson City, Nevada, e la coppia aveva bisogno di compagnia per la loro figlia Lizzie. Le ragazze Winnemucca lavorarono anche. Avevano l'opportunità di migliorare il proprio inglese e di imparare molto dello stile di vita europeo. Sarah in particolare iniziò a sentirsi a proprio agio nel fare avanti e indietro tra il suo popolo ed il mondo europeo. Fu una dei pochi Paiute del Nevada a sapere come leggere e scrivere l'inglese, e tutta la sua famiglia era in grado di parlarlo.

## Guerra del lago Pyramid
Con l'aumento della pressione dovuta all'arrivo di nuovi migranti attirati dai ritrovamenti d'argento a Washoe, il vecchio Winnemucca riuscì nel 1859 a riportare con sé le figlie in Nevada. Nel 1860 scoppiò il conflitto. I Paiute avevano ucciso due uomini che avevano rapito ed avevano abusato di due ragazze Paiute. I coloni ed i minatori organizzarono una milizia guidata dal maggiore Ormsby, il quale fu ucciso dai Paiute durante il primo scontro della guerra del lago Pyramid. I coloni si spaventarono vedendo quanto bene combattessero i Paiute, ed i minatori impreparati non erano in grado di operare da soli. I Paiute ed i bianchi stipularono una tregua alla fine dell'estate. Il giovane Winnemucca, cugino di Sarah, guidò da allora i Paiute come capo guerriero. Nell'ottobre del 1860 il nonno Truckee morì a causa del morso di una tarantola.
Riconoscendone lo sviluppo, il Nevada divenne un nuovo territorio statunitense, e James Warren Nye ne fu il primo governatore. Quando giunse nel territorio si recò nella riserva del lago Pyramid dove incontrò il vecchio Winnemucca, il giovane Winnemucca ed i Paiute, i quali lo trattarono molto bene. Nei successivi cinque anni (1860-1865) Sarah e la sua famiglia si allontanarono spesso dalla riserva, per recarsi a Virginia City (Nevada), alla Maguire's Opera House, o a San Francisco. Furono chiamati "famiglia reale Paiute". In quel periodo il padre di Sarah sposò una seconda moglie più giovane, dalla quale ebbe un maschio.
In Nevada l'esercito statunitense operava spesso contro i nativi americani per "ricordargli chi comandava" a causa delle numerose razzie indiane, soprattutto per il furto di bestiame. Nel 1865 il capitano Almond B. Wells guidò la cavalleria volontaria del Nevada in numerose razzie in Nevada settentrionale, attaccando le tribù Paiute. Mentre Sarah ed il padre erano a Dayton (Nevada), Wells ed i suoi uomini attaccarono il campo del vecchio Winnemucca uccidendo 29 delle 30 persone presenti, vecchi, donne e bambini.
Le due mogli del capo (compresa la mamma di Sarah) ed il figlio neonato furono uccisi. Nonostante la sorella di Sarah, Mary, sia fuggita dal campo, morì quello stesso inverno a causa delle condizioni critiche. La sorella minore Elma si trovava in un altro luogo, essendo stata adottata da una famiglia francese di Marysville (California). Poco dopo sposò John Smith, un bianco, e si trasferì con lui in una comunità bianca in Montana e, in seguito, in Idaho.
Nel 1868 circa 490 Paiute sopravvissuti si trasferirono in un campo militare che divenne poi noto come Fort McDermitt, al confine tra Nevada e Oregon, cercando la protezione dell'esercito statunitense contro i volontari del Nevada. Nel 1872 fu fondata la riserva Malheur in Oregon orientale, destinata dal presidente Ulysses Simpson Grant ai Paiute settentrionali ed ai Bannock della zona. Tre tribù Paiute vi si trasferirono, e nel 1875 anche Sarah, il fratello Natchez e la sua famiglia, ed il vecchio Winnemucca vi andarono ad abitare.

## Insegnante ed interprete
Winnemucca fu invitata dall'agente indiano Samuel B. Parrish a lavorare come interprete nella riserva Malheur. Già vi abitava con la famiglia. Scoprì che Parrish trattava bene i Paiute, lo incoraggiò ad apprendere le loro usanze e lo aiutò a piantare colture che potessero sostenere le persone, fondando un ottimo programma agricolo. Fece costruire una scuola nella riserva, e Sarah ne divenne insegnante.

## Matrimonio e famiglia
Nel 1871 Sarah sposò il sottotenente Edward Bartlett. Fu poi abbandonata e tornò al campo McDermitt. Nel 1876, dopo essersi trasferita nella riserva Malheur, ottenne il divorzio e riprese il nome di Winnemucca.

## Guerra Bannock
Dopo quattro anni Parrish fu sostituito dall'agente William V. Rinehart nell'estate del 1876. I Paiute furono scontenti della partenza di Parrish.
Sostenitore della guerra di sterminio, Rinehart tenne sottomessi i Paiute. Annullò molte delle cose fatte da Parrish, e disse ai Paiute che la riserva apparteneva al governo. Non riuscì a pagare gli operai per il lavoro agricolo nei campi comuni, e tagliò i contatti con molti capi tribali. Le condizioni della riserva Malheur divennero ben presto intollerabili.
Nel suo libro del 1883, Winnemucca racconta che Rinehart vendette ai bianchi le provviste destinate agli indiani. Molta della terra buona della riserva fu espropriata illegalmente dai coloni bianchi. Nel 1878 quasi tutti i Paiute ed i Bannockabbandonarono la riserva a causa degli abusi subiti. I Bannock dell'Idaho meridionale avevano abbandonato la riserva di Fort Hall per problemi simili. Si spostarono ad ovest, razziando insediamenti bianchi isolati in Oregon meridionale ed in Nevada settentrionale, dando il via alla guerra Bannock (1878). Non si sa in che percentuale i Paiute settentrionali abbiano partecipato alla guerra. Winnemucca scrisse che lei e molte altre famiglie Paiute furono tenuti in ostaggio dei Bannock durante la guerra.
Durante la guerra Bannock Winnemucca fu la traduttrice del generale statunitense Oliver O. Howard, che aveva incontrato durante la sua visita alla riserva. Fu anche ricognitrice e messaggera. Secondo il suo racconto, i guerrieri Bannock ed i soldati statunitensi si piacevano talmente tanto che raramente sparavano per uccidere. Per qualche motivo i morti furono relativamente pochi. Winnemucca era ben considerata dagli ufficiali per i quali lavorava, ed inserì lettere di raccomandazione scritte da molti di loro nel libro del 1883. Stupita positivamente da molti ufficiali, Winnemucca iniziò a sostenere lo United States Army quando cercava di prendere il possesso militare dell'amministrazione delle riserve, piuttosto che nominare figure politiche. Dopo il massacro di Marias del 1870 fatto dall'esercito in Montana, il presidente Grant promosse una politica pacifica, nominando capi Quaker come agenti indiani nelle riserve e cercando di sradicare in questo modo la corruzione dilagante.)

## Trasferimento nella riserva Yakama

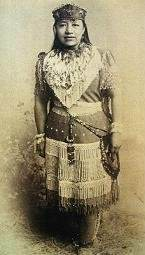
Sarah Winnemucca, figlia di capo Winnemucca

Dopo la guerra Bannock ai Paiute settentrionali fu ordinato di spostarsi dal Nevada alla riserva indiana Yakama (nel territorio di Washington orientale), dove subirono molte privazioni. In tutto 543 Paiute furono internati in quello che fu descritto come "concentration camp."
Winnemucca li accompagnò per fungere da traduttrice. Avendo un lavoro ufficiale, non gli si chiedeva di vivere nella riserva. Infuriata per le pessime condizioni di vita dei Paiute, iniziò a tenere conferenze in California e Nevada sulla situazione del suo popolo. Nell'inverno del 1879-1880, assieme al padre e ad altri due Winnemucca, visitò Washington per chiedere il rilascio dei Paiute dalla riserva di Yakima. Ottennero il permesso del segretario degli Interni, Carl Schurz, per ritornare a Malheur a proprie spese. Il governo però aveva deciso di chiudere la riserva Malheur nel 1879.
(Resoconto dell'agente Yakama, James H. Wilbur, Annual Report of the Commissioner of Indian Affairs for the Year 1881, pp. 174, 175.)

## Matrimonio
Nel 1881 il generale Oliver O. Howard assunse Sarah Winnemucca per insegnare ai prigionieri Shoshoni di Fort Vancouver. Mentre si trovava qui incontrò e divenne molto amica del tenente Lewis H. Hopkins, impiegato del dipartimento indiano. Si sposarono quello stesso anno a San Francisco.

## Conferenze e libri
Nel 1883 gli Hopkins si trasferirono ad est, dove Sarah Winnemucca Hopkins tenne circa 300 conferenze nelle maggiori città del nordest, cercando di sensibilizzare la popolazione sulle ingiustizie contro i nativi americani. La stampa parlò delle sue conferenze, e spesso la chiamò "principessa Paiute".
A Boston incontrò le sorelle Elizabeth Peabody e Mary Peabody Mann, sposata all'insegnante Horace Mann. Insieme iniziarono a promuoverne la carriera da oratrice. In più le due donne la aiutarono a scrivere e preparare il proprio materiale per la pubblicazione col titolo di Life Among the Piutes. Il suo libro fu pubblicato nel 1883, e fu la "prima autobiografica conosciuta scritta da una nativa americana".
Il marito di Sarah contribuì ai suoi sforzi raccogliendo materiale per il libro nella Biblioteca del Congresso. Il marito soffriva di tubercolosi, e Winnemucca scoprì che era dedito al gioco d'azzardo, e che tutti i loro risparmi erano stati scialacquati.
Dopo essere tornata in Nevada nel 1884, Winnemucca passò un anno tenendo conferenze a San Francisco. Quando ritornò a lago Pyramid costruì col fratello una scuola per ragazzi indiani a Lovelock, in modo da promuovere la cultura e la lingua Paiute. La Peabody Indian School a Boston, che prese il nome dalla benefattrice Mary Peabody Mann, funzionò per un paio d'anni. I cambiamenti nella politica federale dopo quello che fu considerato il successo della Carlisle Indian School, portarono a sostenere l'educazione dei nativi americani nelle scuole inglesi. La scuola di Winnemucca fu chiusa nel 1887 ed i bambini trasferiti in una struttura di Grand Junction (Colorado). Nonostante un lascito di Mary Peabody Mann e gli sforzi fatti per trasformare la scuola in un centro d'addestramento tecnico, Winnemucca andò incontro a problemi economici quando morì il marito, nel 1887.
Il Dawes Severalty Act del 1887 richiese l'assegnazione di tutte le terre comuni poste nelle riserve ai singoli individui, in modo da favorire l'assimilazione delle tribù.
Winnemucca passò gli ultimi quattro anni di vita ritirata dalla vita pubblica. Morì di tubercolosi a casa della sorella Elma Smith presso Henry's Lake, in Idaho.

## Retaggio
Nel 2005 lo stato del Nevada (?) commissionò una statua di Winnemucca da esporre presso la Sala delle Statue del Campidoglio a Washington. Nel 1994 le fu dedicata una scuola elementare della contea di Washoe (Nevada). Nel 1993 Sarah Winnemucca fu inserita nella Nevada Writers Hall of Fame. La città di Winnemucca in Nevada, è dedicata a lei.

## Opere
- 1883, Life Among the Paiutes: Their Wrongs and Claims (nuova edizione nel 1994)
- 1886, "Sarah Winnemucca's Practical Solution to the Indian Problem", opuscolo[2]